# Neoscorpii
Sous-ordre
Les Neoscorpii  sont le sous-ordre de scorpions qui regroupe toutes les espèces actuelles.

## Classification
- †Paleosterni
  - †Allobuthiscorpiidae
  - †Anthracoscorpionidae
  - †Buthiscorpiidae
  - †Eoctonidae
  - †Garnettiidae
- Orthosterni